# Падальщики

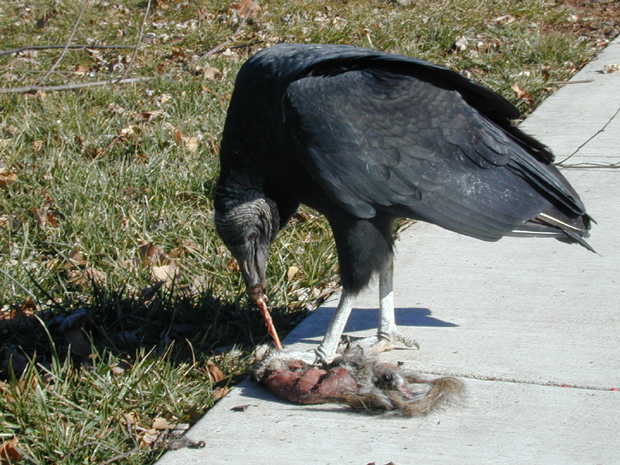
Гриф-урубу, поедающий падаль

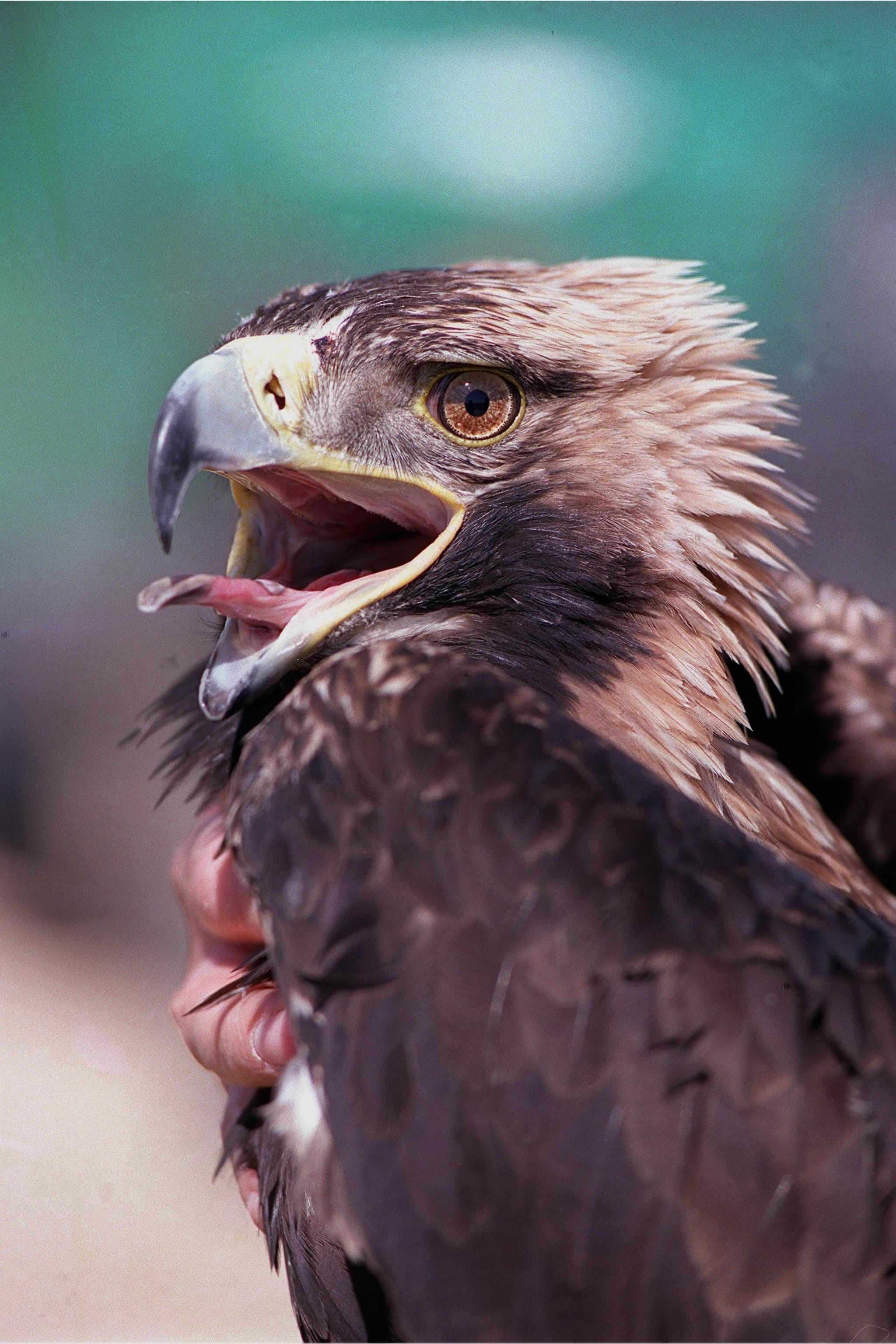
Падальщик — район Бесора, пустыня Негев

Падальщик, некрофаг или трупоед — животное, питающееся мертвечиной, падалью. Противопоставляется хищнику, однако эти типы питания не исключают друг друга (например, пятнистые гиены обычно охотятся за добычей, но и падалью не брезгуют).
Падалью питаются африканский марабу, американские грифы, жуки-могильщики и другие, наблюдаются случаи поедания падали у кошек и крапчатых сусликов. Существует гипотеза, что падальщиками были тираннозавры.
Существует метод установления давности наступления смерти при помощи исследования насекомых-некрофагов. На нём основана судебная энтомология.